# Camanzo
Camanzo (oficialmente San Salvador de Camanzo) es una parroquia española del municipio de Villa de Cruces, perteneciente a la provincia de Pontevedra, en la comunidad autónoma de Galicia.

## Historia
Hacia mediados del siglo XIX, el lugar, ya por entonces perteneciente a Carbia, tenía contabilizada una población de 550 habitantes. Aparece descrito en el quinto volumen del Diccionario geográfico-estadístico-histórico de España y sus posesiones de Ultramar de Pascual Madoz con las siguientes palabras:

CAMANZO (San Salvador de): felig. en la prov. de Pontevedra (9 leg.), part. jud. de Lalin (3), dióc. de Santiago (4), ayunt. de Carbia (1 1/4): sit. á la izq. del r. Ulla en terreno escabroso: combatido por todos los vientos; el clima es húmedo pero saludable. Tiene mas de 100 casas repartidas en los l. de que se compone, que son: el de su nombre, Albur, Candañedo, Cernadela, Frieira, Guiaral, Lamego, Pena, Souto, Talos, Tirabá y Vilanova. La igl. parr. bajo la advocacion de San Salvador, está servida por un cura de provision ordinaria, y tiene por aneja la de San Pedro de Añobre; con la cual confina el térm. al N.; por E. y S. con la de Bascuas, y por O. con el espresado r. El terreno, aunque desigual, es bastante fertil; hay en sus montes hayas, robles, frenos, pinos, y en varios sitios fuentes de buenas aguas, que aprovechan los hab. para beber y otros usos. Los caminos son locales y malos: el correo se recibe por Chapa. prod.: cereales, castañas, legumbres hortalizas y frutas; sostiene ganado vacuno, de cerda, lanar y cabrio, y hay caza y pesca de distintas especies. pobl.: 112 vec., 550 alm. contr.. con su ayunt. (V.) En esta felig. habia un escelente priorato correspondiente á las monjas de San Payo de Santiago, el cual radicaba en un coto del mismo nombre que aquella.
(Madoz, 1846, pp. 324-325)

En 2022, tenía empadronados 387 habitantes.

## Patrimonio
Hay en la parroquia una iglesia de San Salvador.